# Regionförbundet södra Småland
Regionförbundet södra Småland  bildades 2007 och var fram till 1 januari 2015 ett nav för regional utveckling som styrdes och finansierades av de åtta kommunerna och Landstinget i Kronoberg. Sedan den 1 januari 2015 har Regionförbundet södra Småland slagits samman med Landstinget i Kronoberg. Den nya organisationen, Region Kronoberg har det övergripande uppdraget att ta tillvara länets möjligheter och främja dess utveckling. Uppdraget omfattar hälso- och sjukvård, folkhälsa, kultur, kollektivtrafik och områden som handlar om regional utveckling och tillväxt.Visionen är ett gott liv i södra Småland.